# Jaheim
Jaheim Hoagland, conosciuto semplicemente come Jaheim (26 marzo 1978), è un cantante statunitense.

## Biografia
Originario del New Jersey, è rimasto orfano di entrambi i genitori da giovane. Dopo aver firmato per un'etichetta di proprietà dei Naughty by Nature nel 2000, ha pubblicato il suo album discografico d'esordio Ghetto Love nel marzo 2001. L'album ha raggiunto la posizione numero 9 della Billboard 200 ed è arrivato in seguito a vendere un milione di copie.
Il successivo album Still Ghetto ha confermato il successo dell'artista. Nel singolo Faboulous vi è la collaborazione di Tha' Rayne. Nel 2004 ha collaborato con Nelly per il singolo My Place, estratto dall'album Suit.
Nel 2006 Jaheim ha pubblica il suo terzo album Ghetto Classics, con il quale ha raggiunto per la prima volta la vetta della classifica Billboard 200.
Appena pochi mesi dopo, anticipato dal singolo Fever, è uscito il quarto album The Makings of a Man (dicembre 2007). Si tratta del primo album per la Atlantic Records, mentre i precedenti erano usciti per la Warner Bros. Records.
Nel febbraio 2010 è la volta di Another Round, prodotto da Eric Hudson e contenente il singolo Ain't Leavin Whitout You.
Nel settembre 2013 ha pubblicato il sesto album in studio, alla sesta posizione nella Billboard 200.

## Discografia
Album studio
- 2001 - Ghetto Love
- 2002 - Still Ghetto
- 2006 - Ghetto Classics
- 2007 - The Makings of a Man
- 2010 - Another Round
- 2011 - Appreciation Day
- 2015 - TBA

Raccolte
- 2008 - Classic Jaheim, Vol. 1